# Pauline Grabosch
Pauline Sophie Grabosch (Maagdenburg, 14 januari 1998) is een Duitse baanwielrenster die in het seizoen 2019/2020 uitkomt voor de Duitse baanwielerploeg Team Erdgas.2012. Ze is goed in de sprintonderdelen, de sprint, teamsprint, keirin en 500 m tijdrit. Grabosch won in 2018, 2020 en 2021 de teamsprint op de Wereldkampioenschappen baanwielrennen.

## Belangrijkste uitslagen
| Jaar         | DK                                          | EK                                 | WK                        | Overige                         |            |
| Als junior   | Als junior                                  | Als junior                         | Als junior                | Als junior                      | Als junior |
| ------------ | ------------------------------------------- | ---------------------------------- | ------------------------- | ------------------------------- | ---------- |
| 2015         | sprint · keirin · 500m tijdrit              | teamsprint · sprint · 500m tijdrit | teamsprint · 500m tijdrit |                                 |            |
| 2016         | sprint · keirin · 500m tijdrit · teamsprint |                                    | sprint · 500m tijdrit     |                                 |            |
| Als Beloften |                                             |                                    |                           |                                 |            |
| 2017         |                                             | 500m tijdrit · sprint              |                           |                                 |            |
| 2020         |                                             | teamsprint · sprint · 500m tijdrit |                           |                                 |            |
| Als elite    |                                             |                                    |                           |                                 |            |
| 2016         | teamsprint                                  | 500m tijdrit                       |                           | WB Apeldoorn: 500m tijdrit      |            |
| 2017         | teamsprint · sprint · 500m tijdrit · keirin | teamsprint · 500m tijdrit          |                           | WB Pruszków: teamsprint         |            |
| 2018         | sprint · keirin · 500m tijdrit · teamsprint |                                    | teamsprint · sprint       | WB Minsk: teamsprint, sprint    |            |
| 2019         | keirin                                      |                                    |                           | WB Hongkong: teamsprint         |            |
| 2020         |                                             |                                    | teamsprint                |                                 |            |
| 2021         |                                             | teamsprint · tijdrit               | teamsprint                |                                 |            |
| 2022         | sprint · tijdrit                            | teamsprint                         | teamsprint                |                                 |            |
| 2023         | tijdrit                                     | tijdrit · sprint                   | teamsprint                |                                 |            |
| 2024         |                                             | teamsprint · tijdrit 500m          |                           | Olympische Spelen: · teamsprint |            |
| 2025         |                                             | teamsprint                         |                           |                                 |            |